# Digiscoping

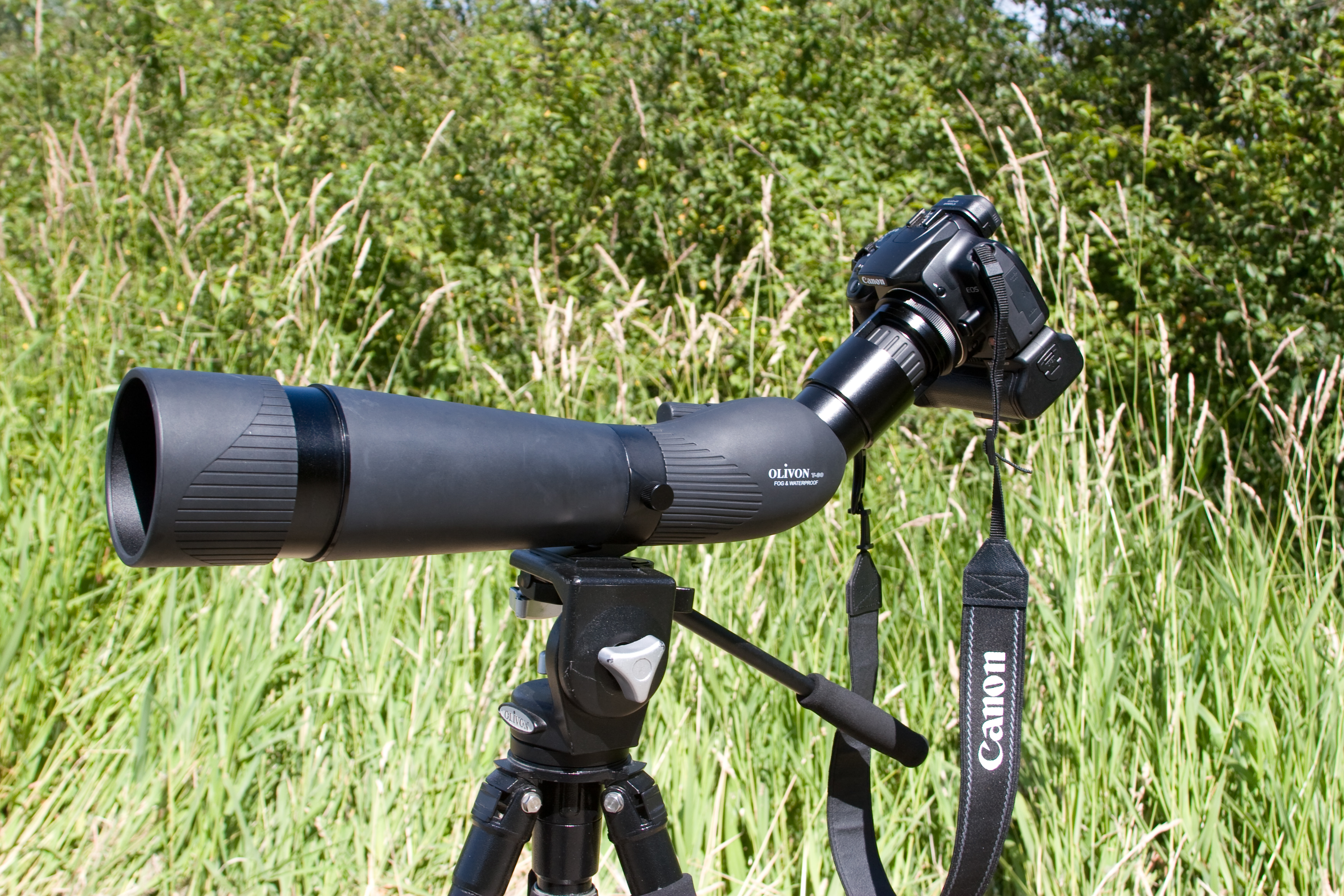
Aparat z adapterem na lornetkę.

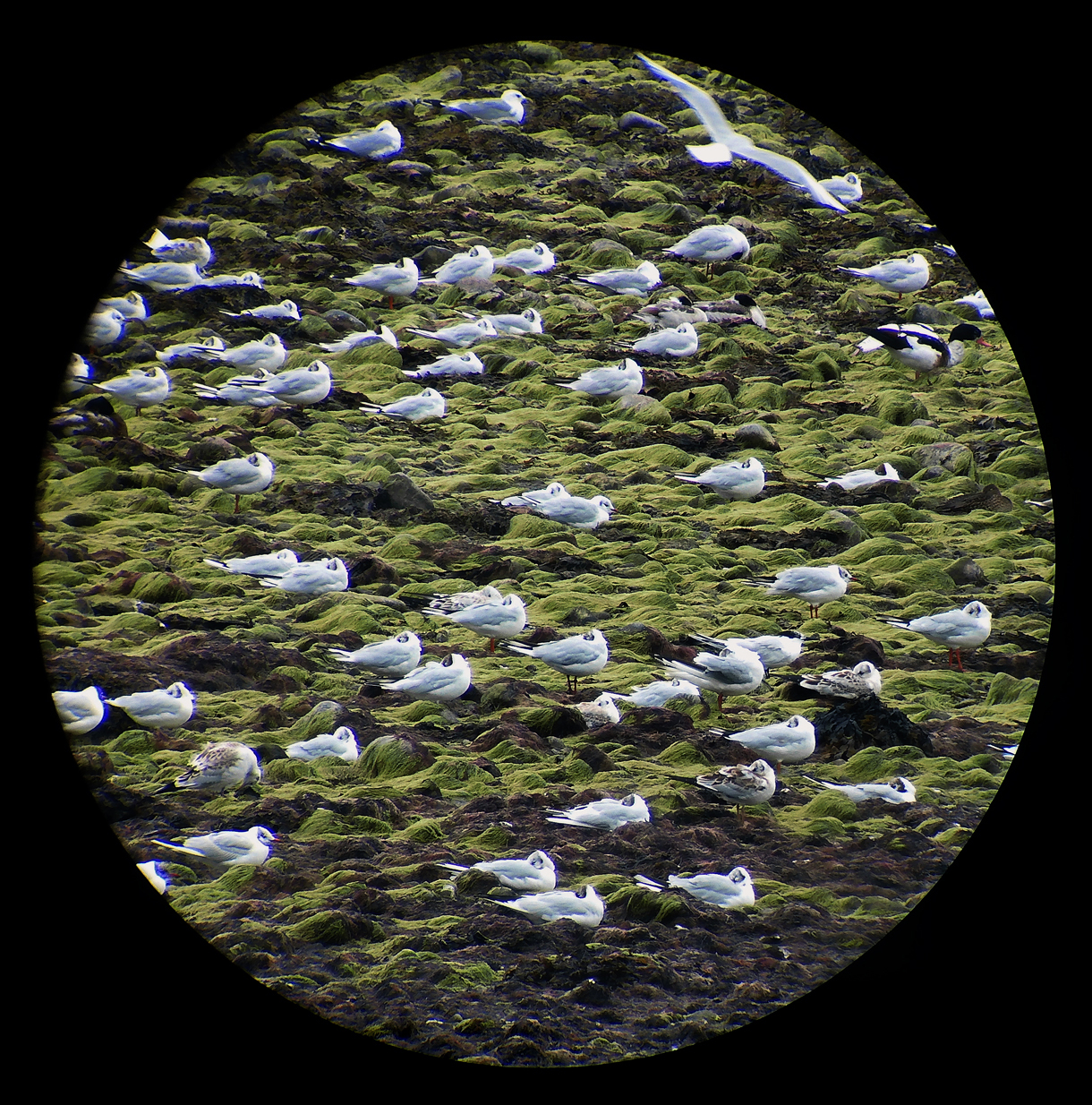
Typowy obraz z digiskopu, lornetka ma 20-krotne powiększenie, ogniskowa aparatu to 24 mm, odległość do obiektu to około 90 metrów.

Digiscoping – technika fotograficzna polegająca na połączeniu aparatu fotograficznego za pomocą specjalnego adaptera z układem optycznym służącym do obserwacji ocznej. Dzięki temu rozwiązaniu możliwe jest uzyskanie dużych ogniskowych – kilkakrotnie większych niż w przypadku teleobiektywów (nawet do 9450 mm – zależnie od zastosowanego układu optycznego, np. lunety, i ogniskowej obiektywu aparatu kompaktowego lub smartfona).
Najczęściej spotykanym typem aparatów stosowanych do digiscopingu są lustrzanki.
Możliwe jest też użycie w tandemie lunety (z okularem) i lusterkowca z obiektywem, połączonych odpowiednim adapterem. W tandemie lunety astronomicznej, np. teleskopu, i aparatu fotograficznego możemy fotografować Księżyc czy gwiazdy.
Ww. technikę stosuje się najczęściej w przypadku fotografowania odległych zwierząt (głównie ptaków) oraz w przypadku fotografii astronomicznej.